# Cortenuova
Cortenuova (lombardul: Curt Nöa) település Olaszországban, Lombardia régióban, Bergamo megyében. Lakosainak száma 1948 fő (2023. január 1.). Cortenuova Calcio, Covo, Cividate al Piano, Romano di Lombardia és Martinengo községekkel határos.

## Népesség
A település lakossága az elmúlt években az alábbi módon változott:
| Lakosok száma | 1960 | 1986 | 1948 |
|               | 2017 | 2018 | 2023 |